# دانغانرونبا في3: كيلينغ هارموني
دانغانرونبا في3: كيلينغ هارموني (بالإنجليزية: Danganronpa V3: Killing Harmony)‏ هي لعبة فيديو رواية مرئية طورتها سبايك شونسوفت ونشرتها بنفسها مع نيبون إشي سوفت وير، صدرت في 12 يناير 2017 وتعمل على أنظمة ويندوز، بلاي ستيشن 4 وبلاي ستيشن فيتا.

## وصلات خارجية
- دانغانرونبا في3: كيلينغ هارموني في قاعدة بيانات الرواية المرئية